# Marginalium

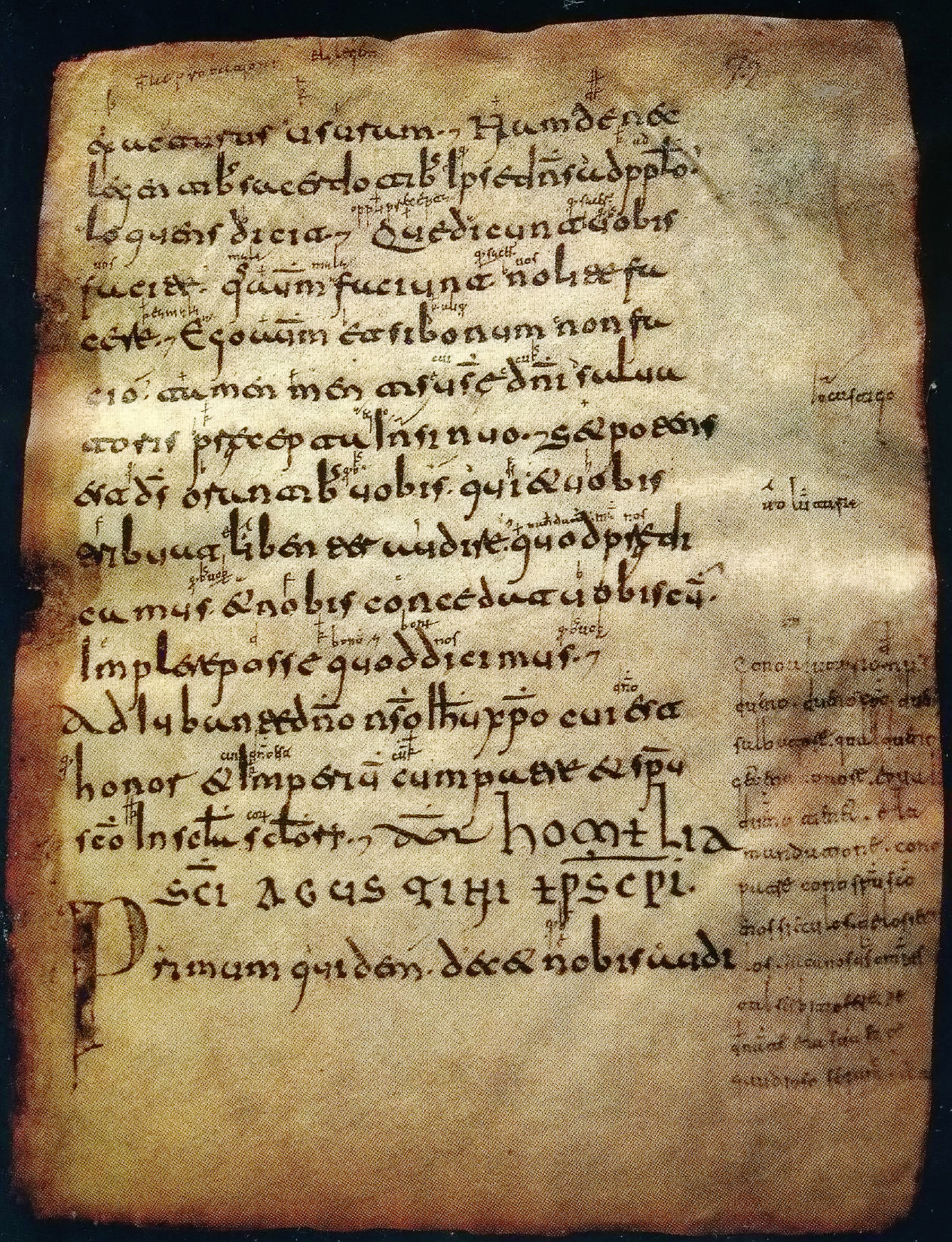
Glosas Emilianenses ajoutées à un livre écrit en castillan.

Un marginalium, plur. marginalia (du latin: margo, marginis : marge), est une note, un dessin ou un signe tracé en marge d'un texte manuscrit par le copiste apportant un complément d'information ou le lecteur universitaire ou liturgique désireux d'apporter ce complément, le lecteur souhaitant ajouter une pensée, une opinion, un enseignement au document. La marge est alors un lieu que l'annotateur peut investir sur ordre ou de son propre chef.
Le terme est parfois utilisé pour désigner des enluminures décoratives dans les marges des textes médiévaux. Certains prennent alors la forme de drôlerie sans rapport avec le texte.

## Histoire

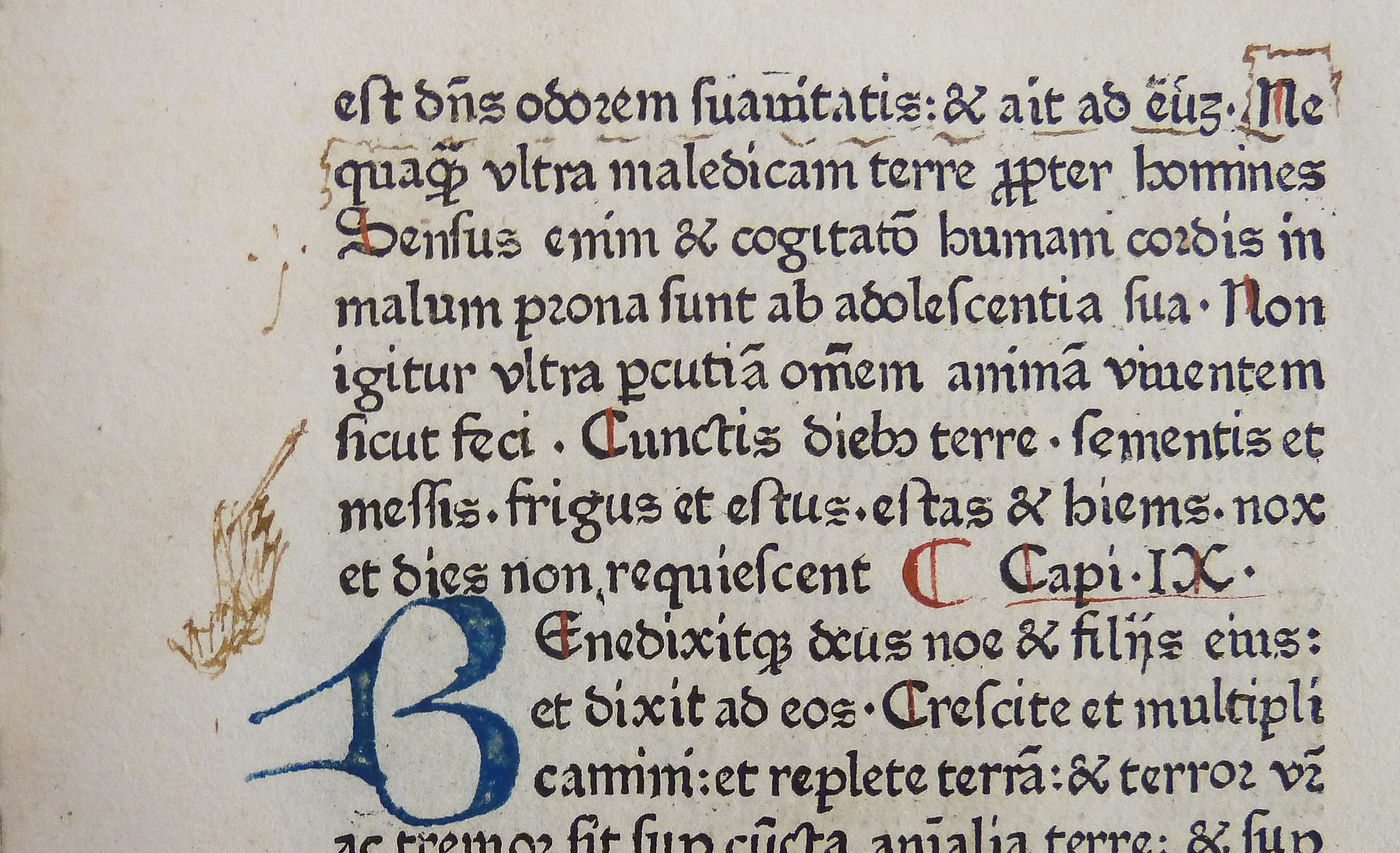
Détails d'une page d'une bible datant de 1475 avec manicule.

Les marginalia, plus connus sous le nom d'annotation, étaient déjà utilisés durant l'Antiquité: On peut considérer que la scholie sur les manuscrits classiques constitue la première forme connue de marginalium. Pendant le Moyen Âge, les marginalia deviennent plus répandus. Il n'était pas rare de trouver des notes de l'auteur destinées aux scribes (greffier, secrétaire, écrivain public) ou encore des notes d'un copiste adressées à un autre copiste. Et pour rendre la communication plus facile, se développe, à la même époque, un système de signes qui apportent une information au texte. Les manicules, par exemple, représentent un dessin d'une main et lorsque les doigts montrent un paragraphe du texte, c'est que le lecteur doit y prêter plus attention. Également pour attirer l'attention du lecteur, il arrive que soient tracés des traits ou des flèches dans la marge. On trouve aussi des dessins représentant un homme de profil qui se termine en accolade et qui désigne le lien entre plusieurs phrases. À ces accolades, peuvent être ajoutés des mouchetures ou trèfles, à nouveau pour attirer l'attention du lecteur.
Les marginalia sont également importants dans le domaine liturgique (scribe monastique). Plusieurs usages peuvent être relevés. Le premier concerne les annotations des livres saints qui facilitent l'usage desdits livres. Le deuxième usage apparaît lorsqu'un livre sacré est adapté pour une communauté différente ou un autre diocèse et comprend des informations tel que le siège de l'évêque et ou de l'abbé. Le troisième usage répond à un souci de mise-à-jour, lorsqu'un changement de texte serait trop coûteux ou pénible.

## Marginaliacélèbres

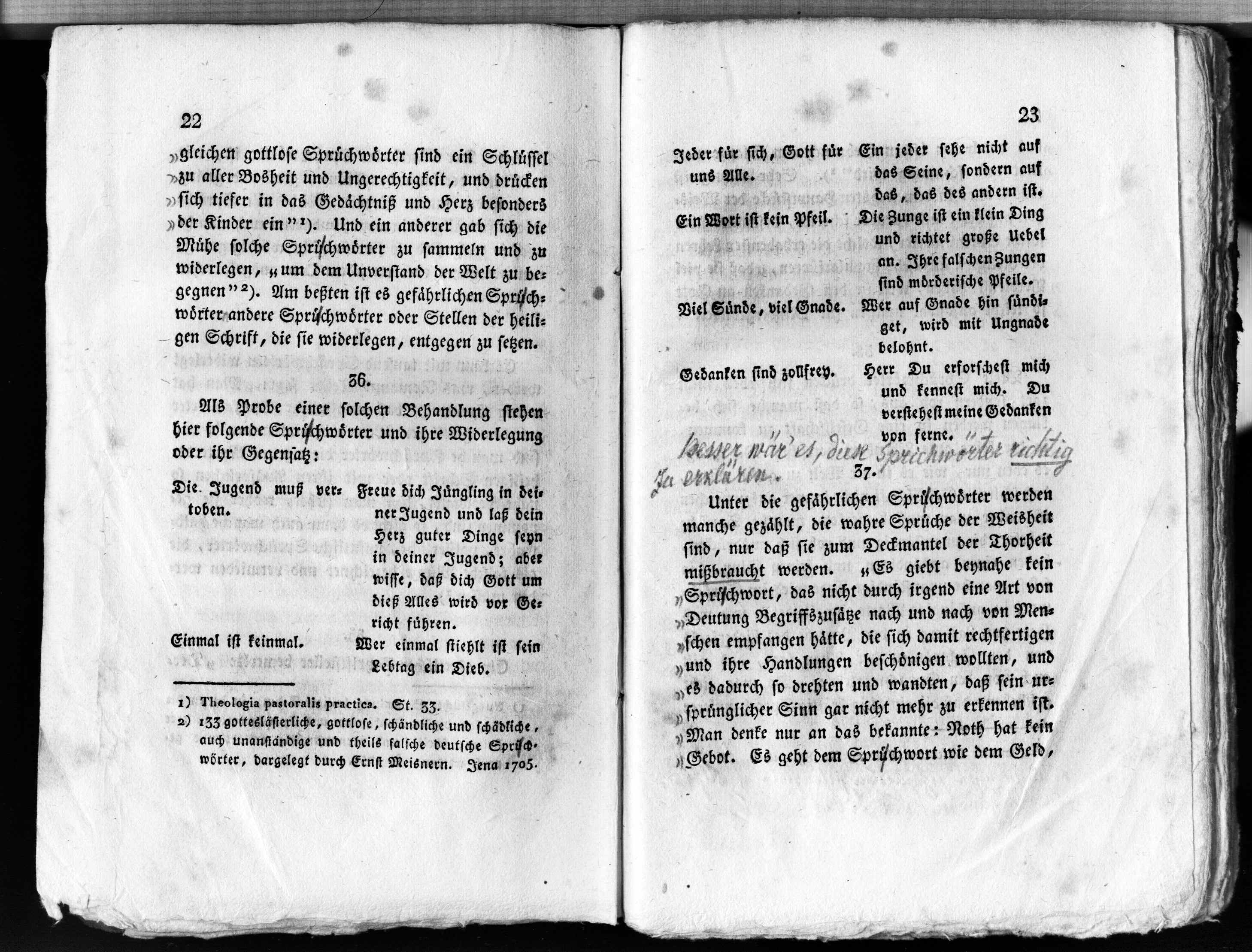
Wahrheit und Dichtung de Melchior Kirchhofer a des notes écrites par Josef Eiselein.

Le dernier théorème de Fermat est probablement la plus célèbre note marginale de l'histoire. Mais d'autres marginalia sont devenus célèbres en raison de leurs auteurs. Pétrarque, qui avait un faible pour les écrits d'Augustin d'Hippone, a beaucoup annoté un manuscrit regroupant plusieurs de ses traités. Machiavel considérait que l'acte de lecture ne pouvait se défaire de l'acte de prendre note. En 1618, à la veille de son exécution, Walter Raleigh a rédigé un poème intitulé « The night before his death » dans les marges de sa bible. De 1845 à 1849, Edgar Allan Poe a intitulé certains de ses fragments de réflexion, notes de lecture et analyse artistique « Marginalia » qu'il publie dans plusieurs revues américaines. Voltaire en a aussi rédigé dans les marges de ses livres. Et ses marginalia sont pris au sérieux en ce qu'ils informent mieux sur l'univers voltairien. L'Union soviétique récupéra d'ailleurs une grande partie des écrits de Voltaire, comprenant des annotations et des correspondances. Et nombreux penseurs et scientifiques russes complétèrent à leur tour les écrits de l'écrivain et philosophes français, à l'aide de marginalia. Cette liste n'est pas exhaustive, nombre d'auteurs connus (et moins connus) ont rédigé des marginalia qui donnent toujours des indications plus amples sur la philosophie de leur auteur.

## Des études récentes
Ajouter des marginalia nuit ou non à la valeur d'un livre, en fonction de l'auteur de la marginalia et du livre. Des marginalias de Tony Blair dans un livre écrit par Winston Churchill, par exemple, peuvent ajouter de la valeur au livre, mais ce ne sera sûrement pas le cas des notes d'un étudiant dans une édition populaire d'Oliver Twist. Néanmoins certains sociologues se sont intéressés à la valeur des marginalias réalisées par les étudiants dans leurs livres de cours. Catherine C. Marshall affirme dans une étude intitulée « Marginalia towards an ecology of hypertext annotation », que les étudiants qui rachètent leurs livres en seconde main sont prêts à parcourir les différentes éditions afin d'en trouver une avec de bonnes annotations d'anciens élèves.
Un travail a été fait en 1997 en Croatie au Staroslavenski institut Zagreb par Dürrigl et Fatović-Ferencić sur les marges de manuels d'apothicaires . Cette compilation est référencée aux États-Unis par la National Library of Medecine.
Un autre travail concernant les notes en marge fut réalisé par Kasja Dahlberg en 2006. L'auteure avait parcouru toutes les bibliothèques publiques de Suède pour récolter les annotations faites dans les exemplaires de « Une chambre à soi » de Virginia Woolf. Le résultat est exposé et comprend 121 pages annotées qui furent par la suite assemblées en un ouvrage publié à 1000 exemplaires. « Une chambre à soi » est un livre qui parle de la place de la femme dans la littérature, et le travail de Dalhberg met en exergue justement les réflexions concernant cette problématique formulées par de nombreux lecteurs et ce, étalé sur plus de 50 ans. De plus le travail de Dahlberg interroge sur la relation entre lecteur et auteur, entre réception et interprétation de l'écrit.

## Lesmarginalia: du papier à l'écran
Il est maintenant possible de faire des annotations sur les écrans. De nombreuses tentatives ont été faites pour concevoir et commercialiser des périphériques e-book permettant une forme limitée de marginalia. En effet de plus en plus de liseuses sont dotées d'une fonction qui permet d'annoter certains passages du texte électronique. Il devient également possible d'annoter les vidéos Youtube, les captures d'écran...